# Grigori Soroka
Grigori Soroka (en russe : Григо́рий Васи́льевич Соро́ка, Sorokine n'est pas le nom exact), né le 27 novembre (9 décembre) 1823, dans le gouvernement de Tver dans le village de Pokrovskaîa  et mort le 22 avril 1864 (4 mai dans le calendrier grégorien) à Vychnevolotsk dans le même gouvernement de Tver, est un peintre russe qui était serf.

## Biographie
Vassili Matveevitch Vladimirov lui a appris à lire et à écrire, raison pour laquelle Soroka lui a offert un album de dessins de paysans locaux. Cet album est aujourd'hui conservé au Musée russe.
De 1842 à 1847, Soroka suit les cours à l'école d' Alexeï Venetsianov , dont il était un des élèves préférés. Après sa formation Venetsianov renvoie Soroka à son maître Nikolaï Milioukov qui était de la noblesse avec ce mot: « Voici votre Grégori avec son acquis. Même mon neveu Micha n'arrive pas à son niveau ». Venetsianov demande également à Milioukov de donner sa liberté à Soroka, qui était serf, pour qu'il puisse continuer ses études à l'Académie russe des beaux-arts. Mais Milioukov n'accepte pas.

### Décès
Après les réformes du servage, Soroka participe à une manifestation de paysans serfs contre le propriétaire Nikolaï Milioukov. Il rédige aussi des griefs contre ce Milioukov pour la communauté des paysans. Mais Milioukov se plaint à la justice et Soroka est arrêté pendant trois jours. Peut-être cette arrestation est-elle la raison de son suicide par pendaison au début mai 1864 à 40 ans. 

### Légende
Selon la légende du village, Lidia, la fille aînée de Milioukov et Soroka étaient amoureux l'un de l'autre. Il semble que ce soit pour cette raison que Milioukov n'a pas voulu donner sa liberté à Soroka. Selon la légende Lidia s'est également suicidée après la mort de Soroka. Mais en réalité c'est une légende et elle ne s'est pas suicidée.

## Mémoire
À l'automne 2006, près de la place Poddoube, raïon d'Oudomelski, oblast de Tver une pierre tombale et un panneau commémoratif ont été installés en l'honneur de Grigori Soroka.

## Œuvres
Les œuvres suivantes de Soroka sont conservées au musée russe à Saint-Pétersbourg : La cabinet dans Ostrovki, Les pêcheurs. Vue sur le lac Moldino, Portrait de E. N. Milioukov.

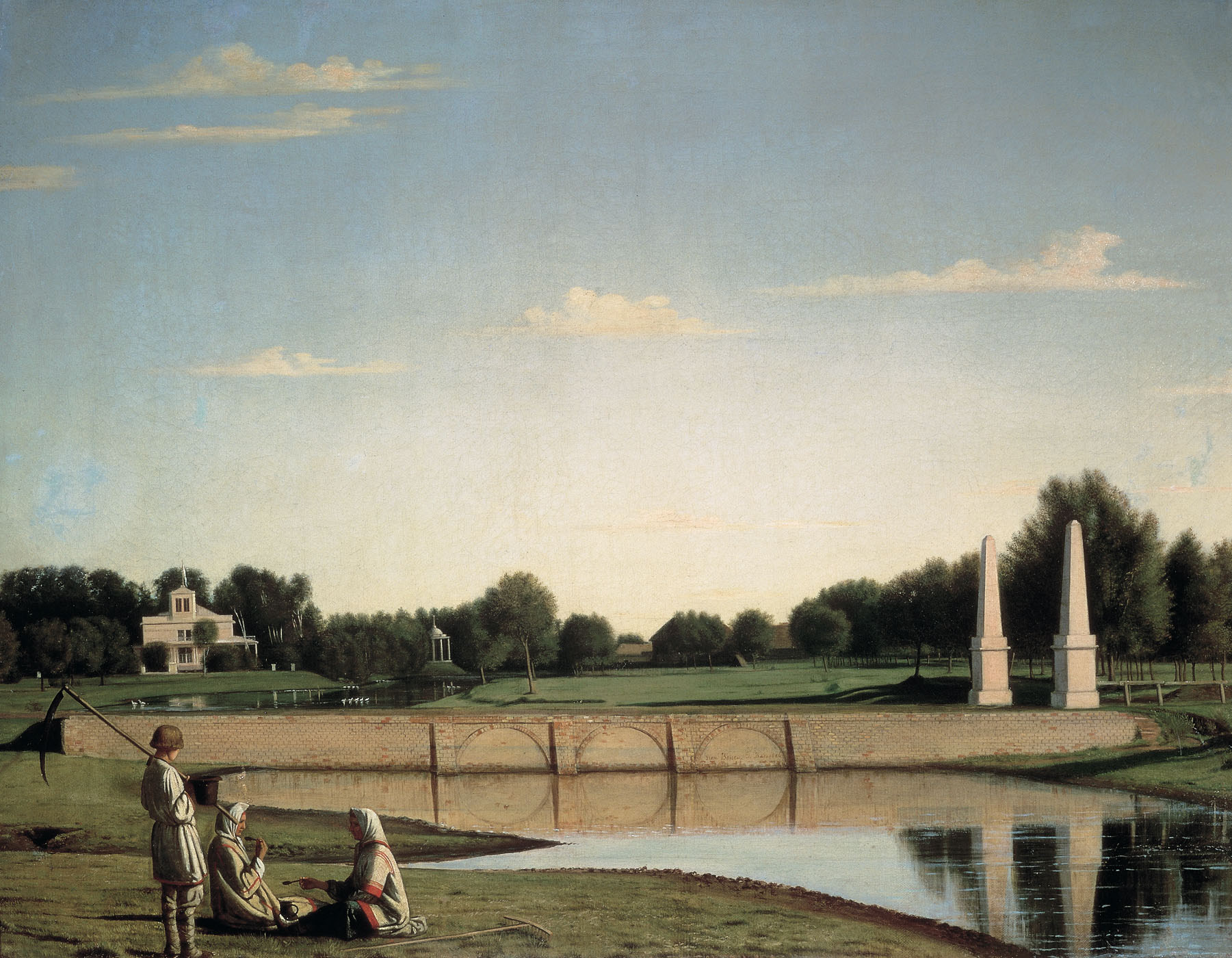
Vue du barrage de la propriété Spasski dans l'oblast de Tambov . 1840
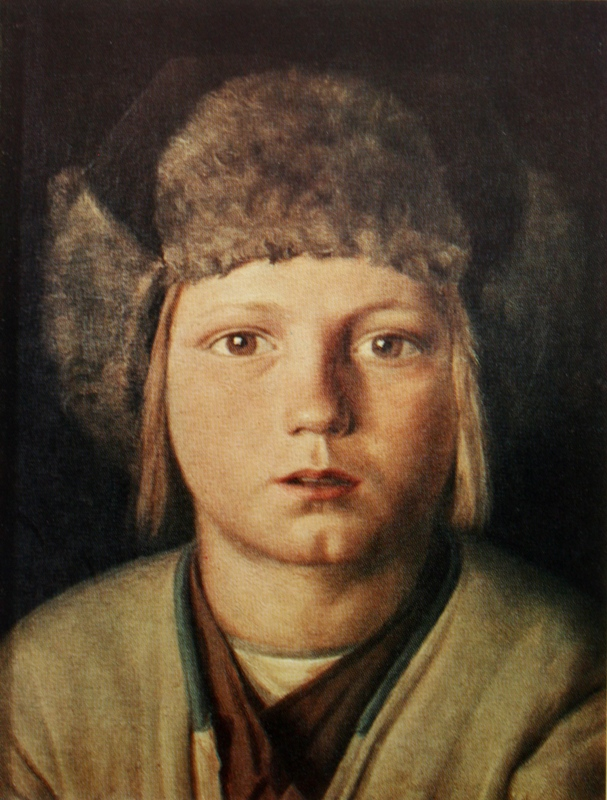
Garçon paysan, 1840
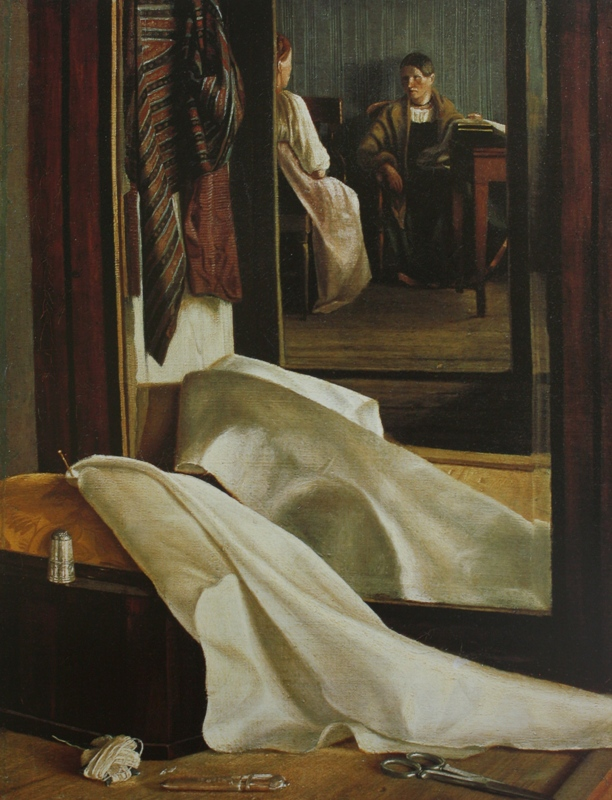
Reflet dans le miroir, 1850
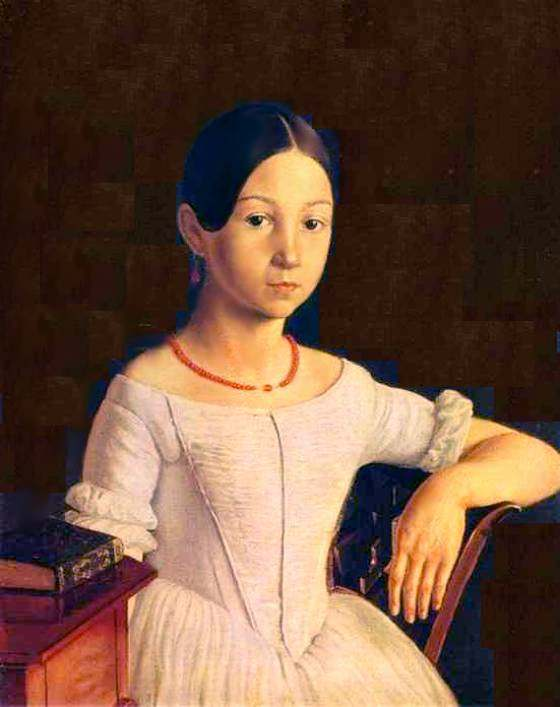
Lidia Milioukova
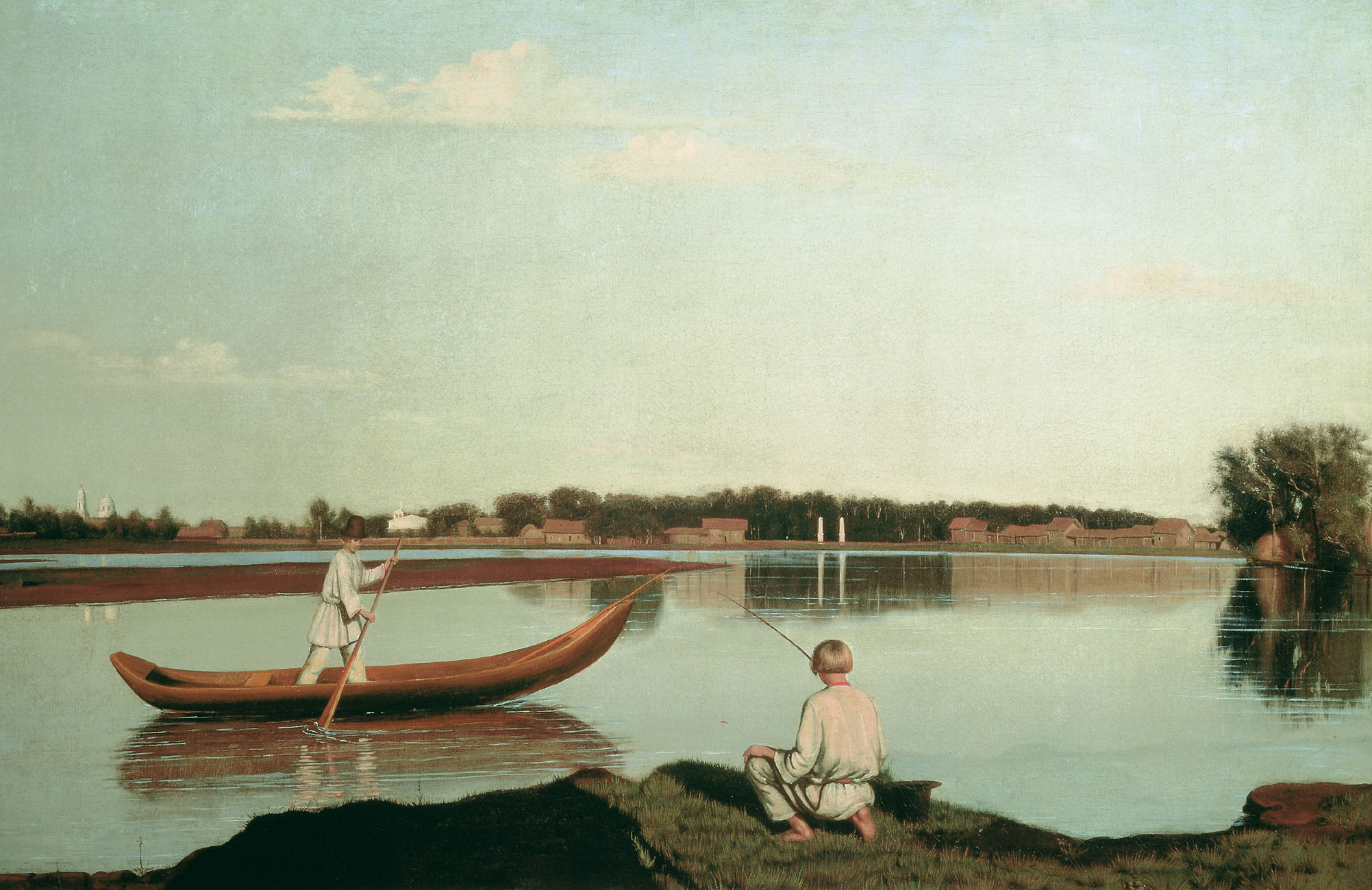
Vue de la propriété Spasski à Tambov. Seconde moitié des années 1840.